# Mike Wood (homme politique travailliste)
Mike Wood (né le 3 mars 1946) est un homme politique britannique, député pour la circonscription de Batley and Spen de 1997 à 2015. Il fait partie de l'aile gauche du parti travailliste.

## Biographie
Il est le fils de Rowland Wood, employé dans une fonderie, et de sa femme Laura. Il a deux frères et sœurs.

## Carrière politique
Mike Wood s'engage en politique à l'âge de 20 ans, en 1966. Il décrit lui-même ses intérêts politiques, qui sont « la justice, le bien-être animal, les transports, l'emploi, la santé et l'environnement ». Il s'investit notamment dans les groupes parlementaires sur les sans-abris, les transports, le sida, le handicap, les méfaits de l'alcool, les droits de l'Homme, les relations britannico-indiennes et le Cachemire. Il est secrétaire du Parlement notamment concernant les questions liées au traitement contre les drogues et l'alcool.
Mike Wood est également membre de la Working Class Movement Library (en) et « ami de l'Université de Beir Zeit ».
De 1980 à 1988, il est conseiller de sa ville natale, Cleckheaton. Il est ensuite parlementaire, successivement dans différentes circonscriptions.
Le 31 octobre 2006, il a été l'un des douze parlementaires à soutenir l'appel des partis gallois Plaid Cymru et écossais Scottish National Party, pour une enquête sur la guerre en Iraq.
En mai 2007, il dirige la campagne de John McDonnell, face à Gordon Brown, pour la direction du Labour, après la démission de Tony Blair.
Il se retire de la vie politique en 2015, laissant Jo Cox faire campagne puis remporter son siège de parlementaire de la circonscription de Batley and Spen.

## Vie privée
Il est marié à Christine O'Leary depuis 1999. Il a deux enfants, un fils et une fille, issus d'un précédent mariage.
Ses centres d'intérêt sont notamment le football, l'ornithologie et la randonnée. Il est également membre fondateur de deux coopératives de travailleurs.